# Venice (Illinois)
Pour les articles homonymes, voir Venice.
Venice est une municipalité américaine du comté de Madison, dans l'Illinois. Au recensement de 2010, Venice comptait 1 890 habitants.